# Cheedachikkanahalli, Chik Ballapur
Cheedachikkanahalli là một làng thuộc tehsil Chik Ballapur, huyện Kolar, bang Karnataka, Ấn Độ.